# مقعص (وشحة)

تعديل مصدري - تعديل

مقعص هي إحدى قرى عزلة بنى سعد بمديرية وشحة التابعة لمحافظة حجة، بلغ تعداد سكانها 284 نسمة حسب تعداد اليمن لعام 2004.